# 2008年夏季殘疾人奧林匹克運動會新加坡代表團
2008年夏季殘疾人奧林匹克運動會新加坡代表團於2008年9月6日至17日參加在中國北京舉行的第13屆殘疾人奧運會。
新加坡在本屆殘奧會將派出6名運動員出戰包括田徑、游泳、馬術、帆船等合共四個項目。而新加坡隊亦在今屆殘事中歷史性取得首面殘奧會獎牌。

## 獎牌榜
| 奖牌 | 运动员      | 项目 | 赛事               |
| ---- | ----------- | ---- | ------------------ |
| 金牌 | 叶品秀      | 游泳 | 女子50米仰泳S3級   |
| 銀牌 | 叶品秀      | 游泳 | 女子50米自由泳S3級 |
| 銅牌 | 劳伦希娅·谭 | 马术 | 个人锦标赛Ia級     |
| 銅牌 | 劳伦希娅·谭 | 马术 | 个人自选动作Ia级   |

## 參賽項目
田徑、游泳、馬術、帆船